# Бюлов, Отто фон
Отто фон Бюлов (нем. Otto von Bülow; 16 октября 1911, Вильгельмсхафен — 5 января 2006, Вольторф) — немецкий офицер-подводник, капитан 3-го ранга (1 июня 1943 года), участник Второй мировой войны.

## Биография
9 января 1930 года поступил на службу в ВМФ кадетом. 1 января 1932 года произведен в фенрихи, 1 января 1935 года — в лейтенанты.
Служил на линейных кораблях «Дойчланд» и «Шлезвиг-Гольштейн», а также в ПВО ВМС.

## Вторая мировая война
В апреле 1940 года переведен в подводный флот.
С 11 ноября 1940 по 2 июля 1941 года командовал подлодкой U-3 21-й флотилии, но в военных действиях участия не принимал.
6 августа 1941 года в Данциге назначен командиром подлодки U-404, на которой совершил 6 походов (проведя в море в общей сложности 280 суток).
В январе 1942 года вышел из Киля в свой первый поход. В следующих походах Бюлов потопил 14 судов и кораблей, в том числе британский эсминец «Ветеран» (водоизмещением 1120 тонн).
20 октября 1942 года награждён Рыцарским крестом Железного креста.
25 апреля 1943 года атаковал британский эскортный авианосец «Битер», но неудачно — торпеды взорвались на подходе к кораблю.
26 апреля 1943 года получил дубовые листья к Рыцарскому кресту.
По возвращении из похода 19 июля 1943 года сдал командование. В сентябре 1943 года переведен в 29-ю флотилию, где ему поручено заниматься подготовкой экипажей подлодок.
С 8 по 18 апреля 1945 года командовал подлодкой U-2545 — новой лодкой Типа XXI, но принять участие в боевых операциях ему не пришлось. В последние недели войны фон Бюлов командовал морским штурмовым батальоном и в мае 1945 сдался британским войскам.
Всего за время военных действий фон Бюлов потопил 15 судов и кораблей общим водоизмещением 72 570 брт. и повредил 2 судна водоизмещением 16 689 брт.
В августе 1945 года освобожден. В июле 1956 года фон Бюлов вступил в создававшийся ВМФ ФРГ.
В 1960 руководил приемкой в Чарльстоне (штат Южная Каролина, США) эсминца Z-6 (после покупки ФРГ — «Чарльз Осборн»).
С марта 1963 года — командир 3-й эскадры эсминцев. С 1965 года командующий гарнизоном Гамбурга, капитан 1-го ранга. В 1970 году вышел в отставку.